# Nizam Al Mulk
Abu Ali Al Hasan Al Tusi Nizam Al Mulk, bolj znan kot  kot Haga Nizam Al Mulk (arabsko ‏نظام الملك أبو علي الحسن بن علي بن إسحاق الطوسي‎, 
DIN Niẓām al-Mulk Abū ʿAlī al-Ḥasan ibn ʿAlī ibn Isḥāq aṭ-Ṭūsī, farsi ‏خواجه نظام الملک طوسی‎, DIN Ḫāǧa Niẓām al-Mulk Ṭūsī) je bil perzijski učenjak  in veliki vezir seldžuških  sultanov Alp Arslana in Malik Šaha I., * 10. april 1018, Tus, provinca Horasan, sedaj Iran, † 14. oktober 1092, pri Nehavandu blizu Sahne. 
Po Alp Arslanovem umoru leta 1072 je imel v Seldžuškem cesarstvu kakšnih dvajset let skoraj absolutno oblast. 
Nizam Al Mulk je častno ime, ki ga je dobil za svoje državniške zasluge, in pomeni "dobra ureditev kraljestva".
Poleg državniškega dela je zelo znan tudi po več razpravah o kraljevanju z naslovom Sijasatnama (Knjiga vladanja) in tudi po sistematičnemu ustanavljanju visokih šol v več mestih. Te šole so po njem dobile ime medrese Nizamije.
Leta 1092 leta ga je Ibn Tahir, fida'i (fedai) od njegovega domnevnega nekdanjega sošolca, vodje asasinov as-Sabaha, preoblečen v muslimanskega puščavnika, sufijo, zabodel pri Nehavandu blizu Sahne, ko se je vračal iz Hamadana v Kermanšah.